# Кумар, Динеш
Динеш Кумар (род. 25 августа 1988, Бхивани, Харьяна) — индийский боксёр, представитель первой тяжёлой и полутяжёлой весовых категорий. Выступал за национальную сборную Индии по боксу во второй половине 2000-х годов — первой половине 2010-х годов, серебряный призёр Азиатских игр, бронзовый призёр Кубка мира и чемпионата Азии, участник летних Олимпийских игр в Пекине.

## Биография
Динеш Кумар родился 25 августа 1988 года в городе Бхивани штата Харьяна, Индия.
Впервые заявил о себе в боксе в 2004 году, когда вошёл в состав индийской национальной сборной и выиграл серебряную медаль на кадетском азиатском первенстве в Ханое.
В 2005 году выступил на кадетском чемпионате мира в Ливерпуле, но не смог пройти дальше предварительного этапа.
В 2006 году стал бронзовым призёром юниорского азиатского первенства в Гоа, боксировал на чемпионате мира среди юниоров в Агадире.
Начиная с 2007 года выступал на взрослом уровне, в частности в этом сезоне взял бронзу на Кубке короля в Бангкоке, выступил на чемпионате Азии в Улан-Баторе.
На первой Азиатской олимпийской квалификации в Бангкоке дошёл до полуфинала, проиграв китайцу Чжан Сяопину, тогда как на второй Азиатской олимпийской квалификации в Астане стал серебряным призёром, уступив в решающем поединке иранцу Мехди Горбани — благодаря этому достижению прошёл отбор на летние Олимпийские игры 2008 года в Пекине. Уже в стартовом бою категории до 81 кг проиграл досрочно в третьем раунде алжирцу Абдельхафиду Беншабла и тем самым сразу же выбыл из борьбы за медали. Также в этом сезоне отметился выступлением на Кубке президента АИБА в Тайбэе, где в четвертьфинале проиграл представителю Узбекистана Аббосу Атоеву, и завоевал бронзовую медаль на Кубке мира в Москве, где в полуфинале его остановил россиянин Артур Бетербиев.
После пекинской Олимпиады Кумар остался в составе боксёрской команды Индии на ещё один олимпийский цикл и продолжил принимать участие в крупнейших международных турнирах. Так, в 2009 году в полутяжёлой весовой категории он получил бронзу на чемпионате Азии в Чжухае, уступив на стадии полуфиналов узбеку Эльшоду Расулову, и выступил на чемпионате мира в Милане, где в четвертьфинале вновь потерпел поражение от Артура Бетербиева.
В 2010 году стал чемпионом Индии в полутяжёлом весе, победил на чемпионате Содружества в Нью-Дели, участвовал в Кубке президента в Астане и в Играх Содружества в Дели. Добавил в послужной список серебряную награду, полученную на Азиатских играх в Гуанчжоу. По итогам сезона был удостоен премии «Арджуна».
В 2011 году участвовал в Мемориале Хиральдо Кордова Кардин в Гаване, проиграв в четвертьфинале бразильцу Ямагути Фалкану, принял участие в мировом первенстве в Баку — был остановлен на стадии 1/8 финала австралийцем Дэмьеном Хупером. Стал бронзовым призёром предолимпийского турнира в Лондоне, хотя в последующих Олимпийских играх не участвовал.
В 2013 году в первом тяжёлом весе боксировал на чемпионате Азии в Аммане, однако попасть здесь в число призёров не смог.
Планировал выступить на Играх Содружества в Глазго, тем не менее, незадолго до начала соревнований в мае 2014 года стал участником дорожно-транспортного происшествия недалеко от Патиалы и в связи с полученными травмами вынужден был прервать спортивную карьеру.
На чемпионате Индии 2016 года стал лишь бронзовым призёром, в то время как в 2017 году вообще не попал в число призёров национального первенства.